# EuRegio Salzburg – Berchtesgadener Land – Traunstein
Die EUREGIO Salzburg – Berchtesgadener Land – Traunstein ist ein 1995 gegründeter freiwilliger Zusammenschluss auf kommunaler Ebene, dessen Kernbereiche das österreichische Bundesland Salzburg und die beiden bayerischen Landkreise Berchtesgadener Land und Traunstein bilden. Sitz des Zusammenschlusses ist Freilassing. Ziel ist neben der kulturellen und wirtschaftlichen Zusammenarbeit unter anderem auch die Förderung der Zusammenarbeit in Tourismus, Bildung, Jugend und Sport.

## Mitglieder
- in Deutschland
  - in Bayern die beiden Landkreise
    - Berchtesgadener Land (alle 15 Gemeinden) und
    - Traunstein (25 von 35 Gemeinden)
    - sowie die Gemeinden Garching an der Alz und Burghausen im Landkreis Altötting
- in Österreich
  - auf Salzburger Seite
    - Salzburg
    - alle Gemeinden des Salzburger Umlandes (Bezirke Flachgau und Tennengau)
    - fast alle übrigen grenznahen Gemeinden der Bezirke Pongau und Pinzgau

  - in Oberösterreich
    - die angrenzende Gemeinde St. Pantaleon

  - in Tirol
    - die angrenzende Gemeinde Waidring

  - sowie die Interessensvertretungen
    - Wirtschaftskammer Salzburg
    - Arbeiterkammer Salzburg
    - Landwirtschaftskammer Salzburg
- einige Privatpersonen.

## Geschichte
Das Gebiet der heutigen EUREGIO blickt auf eine lange, oftmals gemeinsame, Geschichte zurück. Diesseits und jenseits der Staatsgrenzen bestehen viele kulturelle Gemeinsamkeiten. Erst durch den Vertrag von München entstand 1816 die heutige Staatsgrenze. 
Erste Überlegungen zur Gründung einer EUREGIO-Organisation gab es ab 1993. Im Mai 1995 wurde der EUREGIO-Vertrag dann zwischen den beiden Trägervereinen Regio Salzburg und Regio Berchtesgadener Land - Traunstein abgeschlossen.
Im Herbst 1993 gab es erste Überlegungen zur Gründung einer EUREGIO im bayerisch-salzburgischen Grenzgebiet. Eine Delegation der Salzburger Landesregierung mit Alt-Landeshauptmann Hans Katschthaler an der Spitze besuchte im Juni 1994 die EUREGIO (Gronau). Ein bayerisch-salzburgisches Proponentenkomitee koordinierte Arbeitsgespräche im Juli und August 1994 zur Gründung der EUREGIO. Am 14. September 1994 folgte die erste gemeinsame Bürgermeisterkonferenz mit einer Rede von Katschthaler. Ende 1994 bzw. Anfang 1995 erfolgt die Gründung des Salzburger (30. September 1994) bzw. bayerischen (REGIO Berchtesgadener Land - Traunstein) REGIO-Vereines. Am 22. Mai 1995 kam es schließlich zur Gründung der EUREGIO Salzburg – Berchtesgadener Land – Traunstein mit dem Landrat des Landkreises Berchtesgadener Land Martin Seidl als Gründungspräsidenten. April/Mai 1996 wurden neun Facharbeitsgruppen gegründet und besetzt, drei weitere im Juli 1997. Zum 1. Juli 1996 konnte mit Steffen Rubach der Posten des Geschäftsführers besetzt werden. 2001 kam noch ein Regionalmanager hinzu.
Anfang 2002 konnte als EUREGIO-Projekt der Saalachsteg zwischen Ainring (Bayern) und Wals-Siezenheim (Salzburg) über die Saalach für den Verkehr freigegeben werden. Im Sommer 2003 wurde der Mozart-Radweg eröffnet. Ein EUREGIO-Geschichtsbuch wurde im Jahr 2004 herausgegeben. Im Mai 2006 kam es zum ersten EUREGIO-Gipfel. Im Dezember wurde der Europasteg zwischen Laufen (Bayern) und Oberndorf (Salzburg) über die Salzach eröffnet. Das erste AGEG-Forum Ländliche Entwicklung und Grenzregionen fand in Kloster Seeon statt. Im Sommer 2007 wurde das EUREGIO-Mundartbuches drent und herent herausgegeben. Der zweite EUREGIO-Gipfel fand im Februar 2008 in Bad Reichenhall statt, der dritte im März 2010 in Salzburg.

## Vertretung
Höchstes Organ der EUREGIO ist der EUREGIO-Rat. Die Vertretung der EUREGIO nach außen obliegt dem Präsidenten. Das Amt des Präsidenten alterniert alle 4 Jahre zwischen der Salzburger und der bayerischen Seite.
Präsidenten
- 1995–1998 Martin Seidl, Gründungspräsident, Landrat des Landkreises Berchtesgadener Land[1]
- 1998–2001 Matthias Hemetsberger, Bürgermeister von Seeham
- 2001–2002 Jakob Strobl, Landrat des Landkreises Traunstein
- 2002–2005 Hermann Steinmaßl, Landrat des Landkreises Traunstein
- 2005–2009 Emmerich Riesner, Bürgermeister von Neumarkt am Wallersee
- 2009–2013 Georg Grabner, Landrat des Landkreises Berchtesgadener Land
- 2013–2014 Emmerich Riesner, Bürgermeister von Neumarkt am Wallersee
- 2014–2017 Hans Hutzinger, Bürgermeister von Bergheim im Flachgau[2]
- 2017–2021 Konrad Schupfner, Bürgermeister von Tittmoning[3]
- seit 2021 Norbert Meindl, Bürgermeister von Lofer